# Димитровград (станция)
Димитровгра́д — железнодорожная станция Волго-Камского региона Куйбышевской железной дороги в городе Димитровграде Ульяновской области..

## Дальнее следование по станции
По состоянию на февраль 2025 года через станцию курсируют следующие поезда дальнего следования:

### Круглогодичное движение поездов дальнего следования
| № поезда | Маршрут движения            | № поезда | Маршрут движения            |
| -------- | --------------------------- | -------- | --------------------------- |
| 049М     | Уфа — Москва                | 050Й     | Москва — Уфа                |
| 347Й     | Уфа — Санкт-Петербург       | 347А     | Санкт-Петербург — Уфа       |
| 353Е     | Пермь — Имеретинский курорт | 354С     | Имеретинский курорт — Пермь |
| 391У     | Челябинск — Москва          | 392У     | Москва — Челябинск          |

### Сезонное движение поездов дальнего следования
| № поезда | Маршрут движения | № поезда | Маршрут движения |
| -------- | ---------------- | -------- | ---------------- |
| 451Г     | Ижевск — Адлер   | 452С     | Адлер — Ижевск   |